# Aeletes subniger
Aeletes subniger är en skalbaggsart som beskrevs av Wenzel 1944. Aeletes subniger ingår i släktet Aeletes och familjen stumpbaggar. Inga underarter finns listade i Catalogue of Life.